# Nathan Júnior Soares de Carvalho
Nathan Júnior Soares de Carvalho (* 10. März 1989 in Rio de Janeiro) ist ein brasilianischer Fußballspieler. 

## Sportliche Laufbahn
Nathan Júnior begann seine Karriere beim Flamengo Rio de Janeiro, ehe er 2005 nach Europa wechselte. Seine erste Station in der Alten Welt war der zypriotische Verein Anorthosis Famagusta, wo er bis 2008 in deren Jugendabteilung aktiv war. 2008 kehrte er der Mittelmeerinsel den Rücken und wechselte nach Lettland zum JFK Olimps. Dort konnte er mit guten Leistungen auf sich aufmerksam machen und wechselte ligaintern zu Skonto Riga, wo er dreieinhalb Jahre aktiv war und in 71 Spielen 45 Tore erzielte. Zusätzlich konnte er 2010 den lettischen Meistertitel erringen und wurde mit 18 Treffern Torschützenkönig der Liga. 2012 folgte der lettische Pokal.
Anfang Januar 2012 wechselte er nach Österreich zum Kapfenberger SV, wo er die Obersteirer vor dem Abstieg bewahren sollte. Sein Debüt in der höchsten österreichischen Spielklasse gab er am 25. Februar 2012 wo er gegen den FK Austria Wien gleich den 1:0-Siegtreffer erzielte, jedoch konnte er kein weiteres Tor erzielen und Kapfenberg stieg ab.

## Erfolge
- Lettischer Meister: 2010
- Lettischer Torschützenkönig: 2010, 2011
- Lettischer Pokalsieger: 2012
- Baltic League: 2010/11